# Røyken
Røyken là một ngôi làng và đô thị ở hạt Buskerud, Na Uy. Trung tâm hành chính của đô thị này là làng Midtbygda. Các giáo xứ của Røken được thành lập như là một đô thị ngày 1 tháng Giêng 1838 (xem formannskapsdistrikt).
Oslo ATCC, Khu vực Trung tâm kiểm soát không phận Østlandet nằm ở đây.
Đô thị (ban đầu là một giáo khu) được đặt tên theo nông Røyken cũ (Old Norse: Raukvin), do nhà thờ đầu tiên được xây dựng ở đây. Yếu tố đầu tiên là raukr có nghĩa là "đống, chồng; núi" và các yếu tố cuối cùng là vin có nghĩa là "cỏ" hoặc "đồng cỏ".